# Drosophila nappae
Drosophila nappae är en tvåvingeart som beskrevs av Vilela, Valente och Basso-da-silva 2004. Drosophila nappae ingår i släktet Drosophila och familjen daggflugor.
Artens utbredningsområde är Brasilien.